# کریس کارتر (فیلم‌نامه‌نویس)
 کریس کارتر (انگلیسی: Chris Carter) (زادهٔ ۱۳ اکتبر ۱۹۵۷) یک کارگردان، فیلم‌نامه‌نویس، و تهیه‌کننده اهل ایالات متحده آمریکا و خالق پرونده‌های ایکس است.